# Aelia gens
Az Aelia gens római plebeiusnemzetség volt a köztársasági időkben, ám a név a császárkorban is népszerű volt (Hadrianus és az adoptiók által utódai is viselték). A gens első consuli rangot elnyerő tagja Publius Aelius Paetus volt Kr. e. 337-ben, de tagjai már a Kr. e. 5. század végén megjelentek: Kr. e. 409-ben Publius Aelius az egyik első plebejus quaestor volt.
A gens tagjaira az alábbi cognomenek voltak jellemzőek: Catus, Gallus, Gracilis, Lamia, Ligur, Paetus, Staienus, Stilo és Tubero. Pénzérméken olykor Ailius névváltozattal is találkozhatunk. Érméken egyébként a Lamia és Paetus család neve maradt fenn – ezen kívül az egyébként ismeretlen Bala família és a Tiberius kegyence által viselt Seianus cognomen emlékét őrizték meg a leletek.

## Az Aelius Catusok
A Catus ragadványnév, mely a ravaszságra, eszességre utal.
- Sextus Aelius Paetus Catus, Kr. e. 198. egyik consulja, jogász
- Sextus Aelius Catus, Kr. u. 4. egyik consulja

## Az Aelius Gallusok
- Caius Aelius Gallus, jogász, Cicero és Varro kortársa
- Caius Aelius Gallus, arábiai hadjáratáról nevezetes egyiptomi helytartó
- Aelius Gallus, orvos, a Kr. u. 1. században élt. Galenus sokat idéz tőle. Egyesek szerint azonos az egyiptomi helytartóval, míg mások szerint Galenus utalásai valójában két különböző személyt jelölnek

## Az Aelius Gracilisok
- Aelius Gracilis, legatus Gallia Belgica provincia élén 59-ben

## Az Aelius Lamiák
Az Aelius Lamiák képviselői pusztán a Köztársaság utolsó éveiből ismertek, azonban nagy múltra tekintettek vissza, és valóban a legelőkelőbbek közé számították őket. Mitikus ősüknek Lamoszt, Poszeidón fiát, a laisztrügónok királyát tekintették.
- Idősebb Lucius Aelius Lamia, római lovag, Cicero barátja, Julius Caesar párthíve
- Ifjabb Lucius Aelius Lamia, az előbbi fia, Horatius barátja, consul 3-ban
- Lucius Aelius Lamia Aemilianus, consul 80-ban, Domitianus kivégeztette

## Az Aelius Ligurok
- Aelius Ligur, néptribunus Kr. e. 57-ben, aki megpróbálta megvétózni a senatus Cicero visszahívására irányuló határozatát. A szónok szerint egy jelentéktelen személy volt, aki jogtalanul viselte az Aelia gensre utaló nevet.

## Az Aelius Paetusok
A Paetus ragadványnév enyhe kancsalságra utal, ami azonban inkább vonzó volt, mint taszító: Venus egyik mellékneve szintén Paetus. Az Aelius Paetusok voltak nemzetségük legősibb családja.
- Publius Aelius Paetus, consul Kr. e. 337-ben
- Publius Aelius Paetus, aedilis plebis Kr. e. 296-ban
- Caius Aelius Paetus, consul Kr. e. 286-ban
- Quintus Aelius Paetus, pontifexként esett el a cannaei csatában. Előzőleg jelölték a Kr. e. 215. évi consulságra
- Publius Aelius Paetus, az előző fia, Kr. e. 201. egyik consulja, jogász
- Sextus Aelius Paetus Catus, az előző fivére Kr. e. 198. egyik consulja, jogász
- Quintus Aelius Paetus, Kr. e. 201 consuljának fia, maga is consul Kr. e. 167-ben

## Az Aelius Staienusok
- Caius Staienus (másképp Stalenus), Oppianicus Kr. e. 74-es pere idején az egyik bíra, Cicero ellenfele, aki jogtalanul használta az Aelius Paetusok nevét.

## Az Aelius Stilók
- Lucius Aelius Praeconinus Stilo, híres grammatikus, Varro és Cicero tanára

## Az Aelius Tuberók
- Publius Aelius Tubero, praetor Kr. e. 201-ben és Kr. e. 177-ben
- Quintus Aelius Tubero, néptribunus Kr. e. 194-ben, javasolta két dél-itáliai colonia létrehozását Bruttium és Thurii vidékén. Később az utóbbi létrehozásáért felelős háromfős bizottság tagja lett.
- Quintus Aelius Tubero, Lucius Aemilius Paulus Macedonicus közmondásosan szegény veje, alatta szolgált a Perszeusz makedón király elleni háborúban. Később őt bízták meg a fogoly uralkodó őrzésével.
- Quintus Aelius Tubero, jogász, az előző fia, consul Kr. e. 118-ban
- Lucius Aelius Tubero, Cicero rokona és barátja, történetíró
- Quintus Aelius Tubero, jogász, az előbbi fia, consul Kr. e. 11-ben